# كارل فايرشتراس
كارل تيودور فيلهلم فايرشتراس (بالألمانية: Karl Theodor Wilhelm Weierstraß)؛ (31 أكتوبر 1815 - 19 فبراير 1897) رياضياتي ألماني والذي عادة ما يشار إليه على أنه أب التحليل الرياضي العصري.

## أعماله
من أعمال كارل أنه تمكن من إعطاء أول دالة متصلة غير قابلة للاشتقاق في أي نقطة. والتي تحمل اسمه حتى الآن .

## تلامذته
- هيرمان شفارز
- صوفيا كوفاليفسكايا
- كارل ديفيد تولمي رونج

## وصلات خارجية
- كارل فايرشتراس على موقع الموسوعة البريطانية (الإنجليزية)